# Tenupedunculus haswelli
Tenupedunculus haswelli là một loài chân đều trong họ Stenetriidae. Loài này được Beddard miêu tả khoa học năm 1886.